# Viketunnel
Der Viketunnel ist ein einröhriger Straßentunnel zwischen Fløta und Vike in der Kommune Molde in der Provinz Møre og Romsdal, Norwegen. Ursprünglich war der Tunnel nur 3535 m lang, wurde jedoch nach einem Felssturz im Jahr 2003 verlängert. Der Tunnel im Verlauf der Fylkesvei 191 ist 4280 m lang.